# Moncontour (Côtes-d'Armor)
Moncontour é uma comuna francesa na região administrativa da Bretanha, no departamento Côtes-d'Armor. Estende-se por uma área de 0,48 km². Em 2010 a comuna tinha 847 habitantes (densidade: 1 764,6 hab./km²).877 hab/km².
Pertence à rede das As mais belas aldeias de França.